# فرید دیاف
فرید دیاف (انگلیسی: Farid Diaf؛ زادهٔ ۱۴ آوریل ۱۹۷۱) بازیکن فوتبال اهل فرانسه است.
از باشگاه‌هایی که در آن بازی کرده‌است می‌توان به باشگاه فوتبال رن اشاره کرد.